# تورشهلا
شهر تورشهِـلا (به سوئدی: Torshälla) در ناحیه شهری اسکیلستونا در کشور سوئد واقع شده‌است. جمعیت این شهر ۱۳۶۹٫۰۸  نفر است.

## نگارخانه

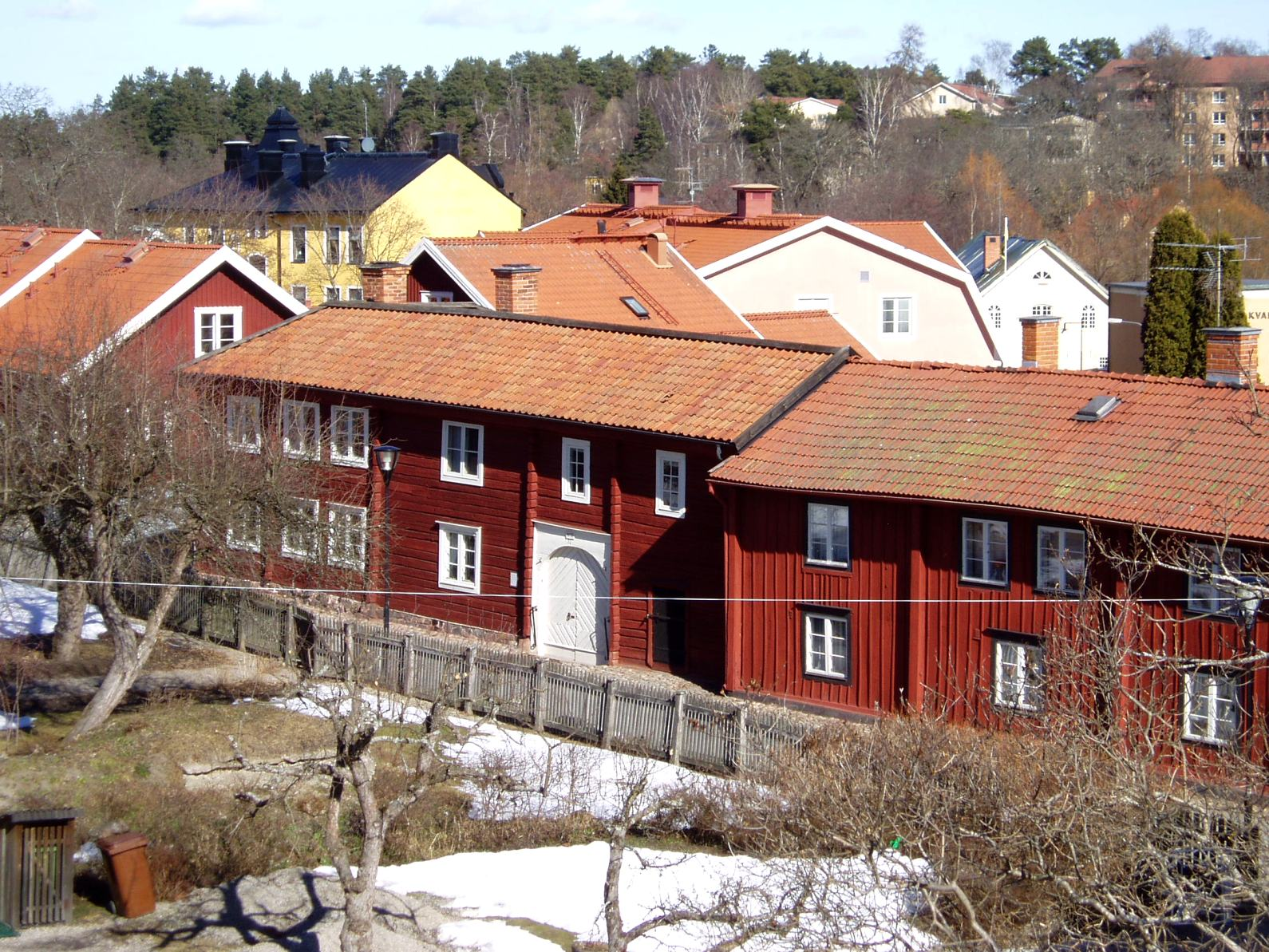
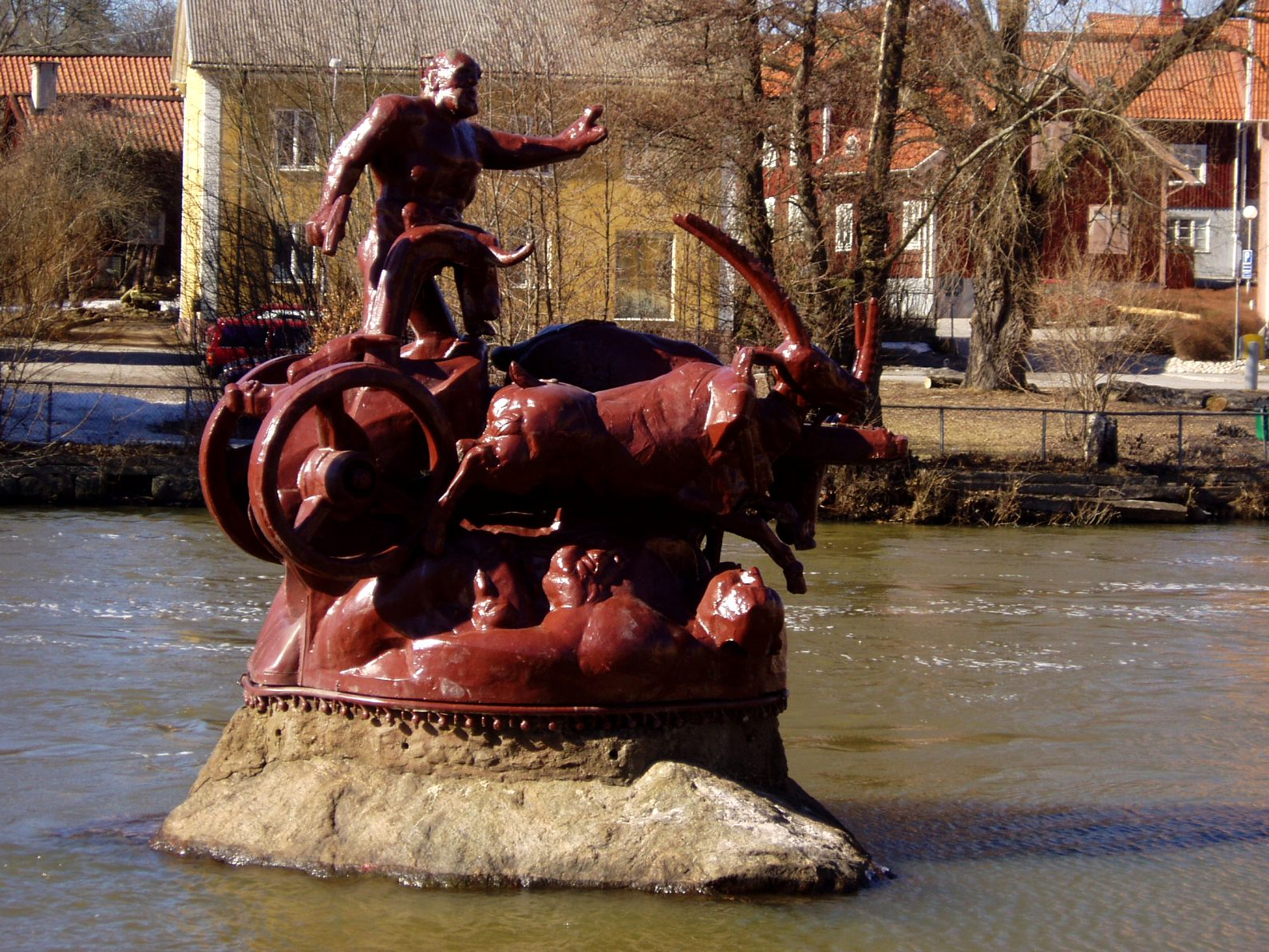
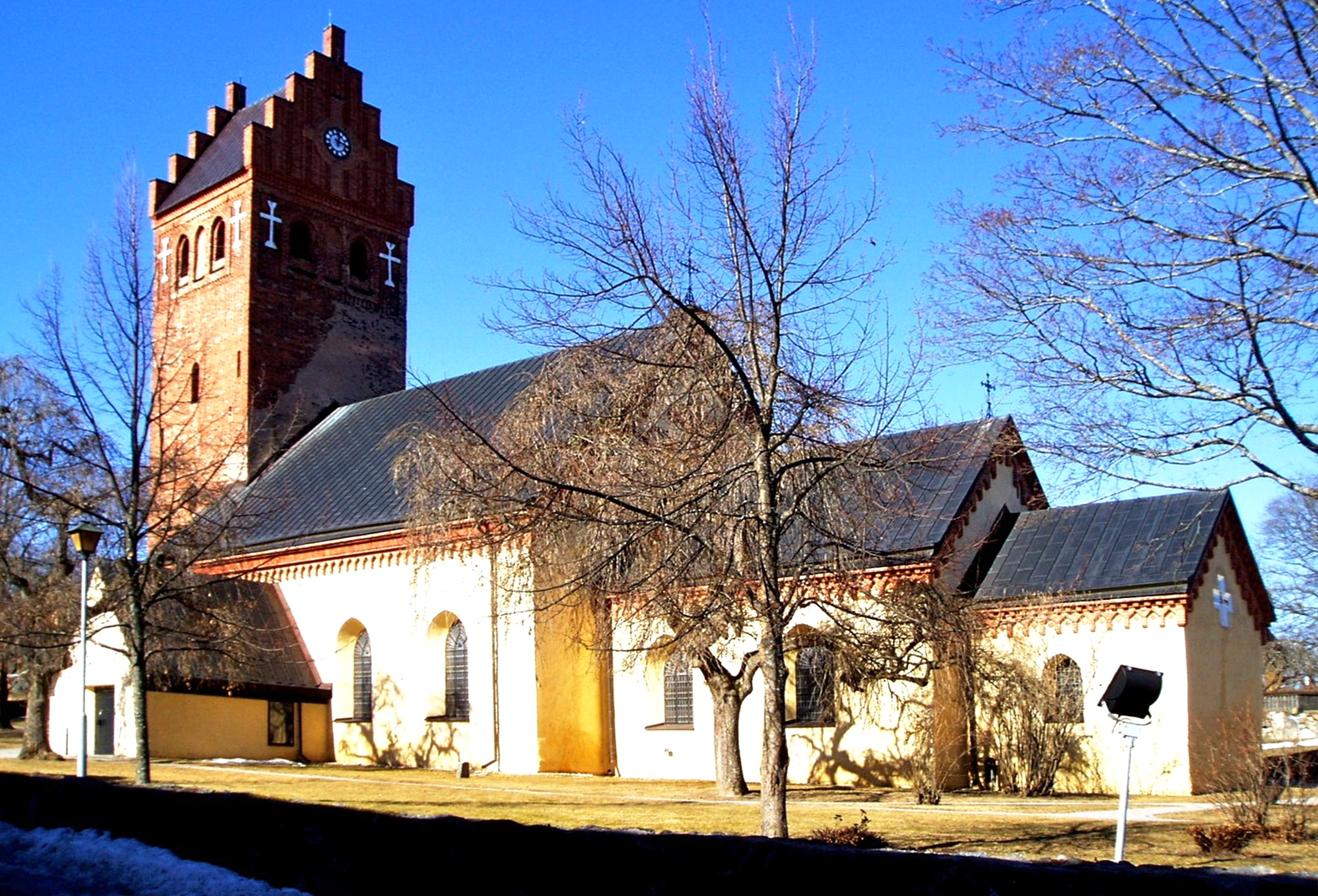
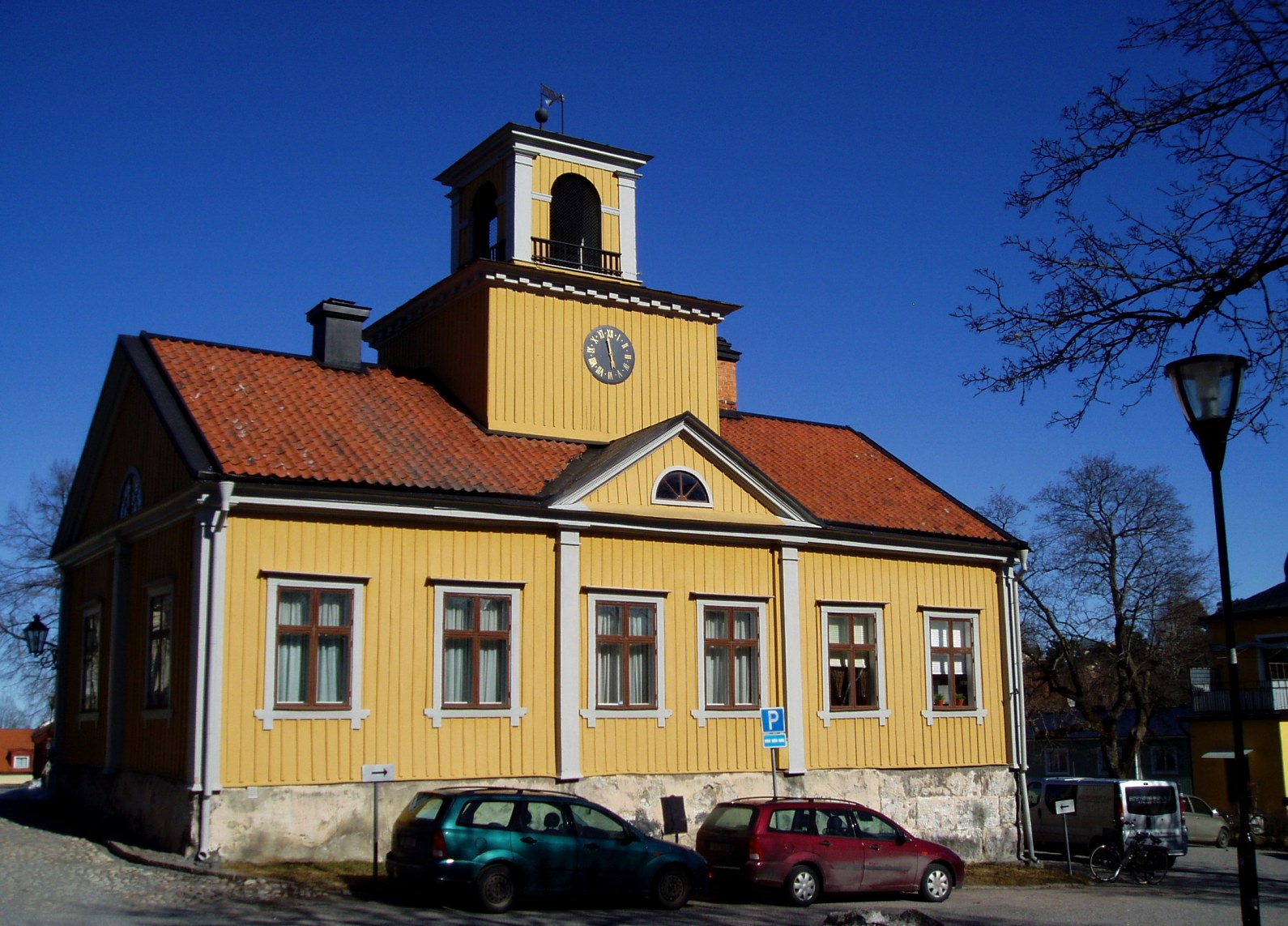